# Рудольф Рідер
Рудольф Рідер (нім. Rudolf Rieder; 13 грудня 1878, Відень — 1946) — австро-угорський, австрійський і німецький офіцер, дипломований інженер, генерал-майор австрійської армії (1 березня 1926) і вермахту (1 жовтня 1939).

## Біографія
18 серпня 1899 року вступив у австро-угорську армію. Учасник Першої світової війни, після завершення якої залишений у австрійській армії. 28 липня 1927 року пішов у відставку.
1 жовтня 1939 року переданий в розпорядження вермахту. З квітня 1941 року — промисловий представник в арсеналі Крагуєваця. З 17 листопада 1941 року працював співробітником управління військової економіки і озброєнь ОКГ. В січні 1943 року переведений в резерв, 30 квітня був звільнений.  

## Нагороди
- Ювілейний хрест
- Медаль «За військові заслуги» (Австро-Угорщина)
  - бронзова
  - бронзова з мечами
- Хрест «За військові заслуги» (Австро-Угорщина) 3-го класу з військовою відзнакою і мечами
- Військовий Хрест Карла
- Пам'ятна військова медаль (Австрія) з мечами
- Почесний хрест ветерана війни з мечами
- Медаль «За вислугу років у Вермахті» 4-го, 3-го, 2-го і 1-го класу (25 років)